# ISO 3166-2:UG
ISO 3166-2 données pour l'Ouganda

## Mise à jour
```
ISO 3166-2:2002-08-20
 n°3

ISO 3166-2:2003-09-05
 n°5
```

## Régions géographiques (4)
```
UG-C
 
Central

UG-E
 
Eastern

UG-N
 
Northern

UG-W
 
Western
```

## Districts (56)
```
                    région
         district géographique
UG-301  
Adjumani
      N
UG-302  
Apac
          N
UG-303  
Arua
          N
UG-201  
Bugiri
        E
UG-401  
Bundibugyo
    W
UG-402  
Bushenyi
      W
UG-202  
Busia
         E
UG-304  
Gulu
          N
UG-403  
Hoima
         W
UG-203  
Iganga
        E
UG-204  
Jinja
         E
UG-404  
Kabale
        W
UG-405  
Kabarole
      W
UG-213  
Kaberamaido
   E
UG-101  
Kalangala
     C
UG-102  
Kampala
       C
UG-205  
Kamuli
        E
UG-413  
Kamwenge
      W
UG-414  
Kanungu
       W
UG-206  
Kapchorwa
     E
UG-406  
Kasese
        W
UG-207  
Katakwi
       E
UG-112  
Kayunga
       C
UG-407  
Kibaale
       W
UG-103  
Kiboga
        C
UG-408  
Kisoro
        W
UG-305  
Kitgum
        N
UG-306  
Kotido
        N
UG-208  
Kumi
          E
UG-415  
Kyenjojo
      W
UG-307  
Lira
          N
UG-104  
Luwero
        C
UG-105  
Masaka
        C
UG-409  
Masindi
       W
UG-214  
Mayuge
        E
UG-209  
Mbale
         E
UG-410  
Mbarara
       W
UG-308  
Moroto
        N
UG-309  
Moyo
          N
UG-106  
Mpigi
         C
UG-107  
Mubende
       C
UG-108  
Mukono
        C
UG-311  
Nakapiripirit
 N
UG-109  
Nakasongola
   C
UG-310  
Nebbi
         N
UG-411  
Ntungamo
      W
UG-312  
Pader
         N
UG-210  
Pallisa
       E
UG-110  
Rakai
         C
UG-412  
Rukungiri
     W
UG-111  
Sembabule
     C
UG-215  
Sironko
       E
UG-211  
Soroti
        E
UG-212  
Tororo
        E
UG-113  
Wakiso
        C
UG-313  
Yumbe
         N
```